# La Cuisine à Paris
Pour plus de détails, voir Fiche technique et Distribution.
La Cuisine à Paris (Кухня в Париже) est une comédie russe réalisée par Dmitri Diatchenko et sortie en 2014.
Ce film constitue la suite de la troisième saison de la série télévisée La Cuisine (Кухня).

## Synopsis
Après les événements de la troisième saison de la série La Cuisine, le restaurant Claude Monet a poursuivi et renforcé sa renommée à Moscou, restant un établissement prospère avec un propriétaire habile, un directeur diligent et une excellente cuisine. Mais tous les espoirs et les efforts de l'équipe sont anéantis par l'échec du restaurant dans la préparation et l'organisation d'un événement international : une rencontre entre les présidents russe et français.
Les employés et le propriétaire du restaurant doivent chercher un nouveau lieu de travail et, quittant l'ancien « Claude Monet », ils se précipitent dans la « ville de l'amour », la capitale de la France : Paris. Nouveau travail, nouvelles couleurs et nouveaux rivaux. Victor Barinov rencontre son propre père, chef du meilleur restaurant de Paris, et Maxim Lavrov doit rivaliser avec le prétendant français de Victoria qui, à la fin, tentera de la demander en mariage. Le film se termine par le mariage de Maxim et Victoria et le retour du personnel du restaurant en Russie.

## Fiche technique
- Titre original : Кухня в Париже[1],[2], Koukhnia v Parije
- Titre français : La Cuisine à Paris[3]
- Réalisation : Dmitri Diatchenko
- Scénario : Vitali Chliappo (ru), Vassili Koutsenko, Igor Toudvassev, Pavel Danilov, Dimitri Ian
- Photographie : Sergueï Dychouk
- Montage : Nikolai Boulyguine, Max Polinsky, Maria Likhatchiova
- Musique : Anton Silaïev, Alekseï Massalitinov, Ivan Kanaïev
- Société de production : Yellow, Black and White
- Pays de production :  Russie
- Langue originale : russe
- Format : couleurs
- Genre : comédie
- Durée : 106 minutes
- Date de sortie :
  - Russie : 1er mai 2014

## Distribution
- Mark Bogatyrev : Maxim Lavrov
- Elena Podkaminskaïa : Viktoria Gontcharova
- Dmitri Nazarov : Viktor Barinov,
- Dmitri Naguiev : lui-même, le propriétaire des deux restaurants
- Victor Khoriniak : Konstantin Anissimov
- Sergueï Epichev : Lev Soloviov
- Vincent Perez : Nicolas Dupont
- Olga Kouzmina : Anastasia Anissimova

## Production
Au printemps 2013, les créateurs de la série La Cuisine se sont retrouvés à Paris pour fêter la sortie de la 2e saison du projet. En se promenant sur les quais de la Seine, l'idée de tourner le film La Cuisine à Paris dans la capitale française a germé.
Le tournage s'est déroulé principalement en France et a commencé le 6 septembre 2013 à Paris, pour se terminer en Russie le 18 février 2014. Le processus de tournage a duré au total 53 jours et 107 minutes de séquences ont été filmées. Le 24 avril 2014 à Moscou et à Saint-Pétersbourg, respectivement aux cinémas Oktiabr et Khoudojestvennyï, une projection en avant-première du film a été présentée, en présence d'Elena Podkaminskaïa, Mark Bogatyrev et Vincent Perez, qui ont joué les rôles principaux dans le film, ainsi que du réalisateur du film, Dmitri Diatchenko.